# Pangrapta squamea
Pangrapta squamea là một loài bướm đêm trong họ Erebidae.